# 雷仁民故居
雷仁民故居，原为冀家大院，现为浑漆斋大院，位于中国山西省晋中市平遥县平遥古城北大街葫芦肚巷7号。
雷仁民故居原为冀家大院，系日升昌票号掌柜冀玉岗的祖业，建于明末，有70个房间，3000平方米。后来归属票号商人雷昌武，即外经贸部长雷任民（1909-2005）之父 。
1994年12月28日，雷仁民故居公布为平遥县文物保护单位。1997年，漆器工艺大师耿宝国筹款100万，买下这座破败的明代宅院，称为浑漆斋大院。